# جولیو بنارد
جولیو بُنارد (ایتالیایی: Giulio Bonnard؛ ۲۱ ژوئن ۱۸۸۵ – ۲۹ فوریه ۱۹۷۲) آهنگساز اهل ایتالیا بود.
از فیلم‌هایی که وی در آن نقش داشته‌است، می‌توان به مارکو ویسکونتی، سه احمق خوش‌شانس و شهر رنج اشاره کرد.